# 26240 Leigheriks
26240 Leigheriks (tên chỉ định: 1998 QX39) là một tiểu hành tinh vành đai chính. Nó được phát hiện bởi dự án Nghiên cứu tiểu hành tinh gần Trái Đất Lincoln ở Socorro, New Mexico, ngày 17 tháng 8 năm 1998. Nó được đặt theo tên Leigh Eriks, an American educator ở Grand Rapids, Michigan.